# Enrico Del Prato
Enrico Del Prato (Bérgamo, Italia, 10 de noviembre de 1999) es un futbolista italiano que juega como defensa en el Parma Calcio 1913 de la Serie A de Italia.

## Trayectoria
Formado en las juveniles del Atalanta B. C., en 2019 fue cedido al U. S. Livorno 1915, debutó el 24 de agosto ante el Virtus Entella por la Serie B. En septiembre de 2020 fue nuevamente cedido al Reggina 1914.
El 31 de agosto de 2021 fue cedido al Parma Calcio 1913, un año después fue fichado definitivamente.

## Estadísticas

### Clubes
Actualizado al último partido disputado el 25 de mayo de 2025.
| Club                        | Div.          | Temporada     | Liga  | Liga  | Copas nacionales | Copas nacionales | Copas internacionales | Copas internacionales | Total | Total |
| Club                        | Div.          | Temporada     | Part. | Goles | Part.            | Goles            | Part.                 | Goles                 | Part. | Goles |
| --------------------------- | ------------- | ------------- | ----- | ----- | ---------------- | ---------------- | --------------------- | --------------------- | ----- | ----- |
| U. S. Livorno 1915 · Italia | 2.ª           | 2019-20       | 33    | 1     | 0                | 0                | —                     | —                     | 33    | 1     |
| U. S. Livorno 1915 · Italia | Total club    | Total club    | 33    | 1     | 0                | 0                | 0                     | 0                     | 33    | 1     |
| Reggina 1914 · Italia       | 2.ª           | 2020-21       | 26    | 0     | 2                | 0                | —                     | —                     | 28    | 0     |
| Reggina 1914 · Italia       | Total club    | Total club    | 26    | 0     | 2                | 0                | 0                     | 0                     | 28    | 0     |
| Parma Calcio 1913 · Italia  | 2.ª           | 2021-22       | 34    | 1     | 0                | 0                | —                     | —                     | 34    | 1     |
| Parma Calcio 1913 · Italia  | 2.ª           | 2022-23       | 36    | 3     | 3                | 0                | —                     | —                     | 39    | 3     |
| Parma Calcio 1913 · Italia  | 2.ª           | 2023-24       | 35    | 2     | 2                | 0                | —                     | —                     | 37    | 2     |
| Parma Calcio 1913 · Italia  | 1.ª           | 2024-25       | 34    | 4     | 1                | 0                | —                     | —                     | 35    | 4     |
| Parma Calcio 1913 · Italia  | Total club    | Total club    | 105   | 11    | 6                | 0                | 0                     | 0                     | 111   | 11    |
| Total carrera               | Total carrera | Total carrera | 196   | 11    | 8                | 0                | 0                     | 0                     | 206   | 11    |

## Palmarés

### Campeonatos nacionales
| Título  | Club         | País   | Año     |
| ------- | ------------ | ------ | ------- |
| Serie B | Parma Calcio | Italia | 2023-24 |